# Виноградов, Андрей Вячеславович
Андрей Вячеславович Виноградов (род. 31 января 1968) — советский и российский хоккеист, нападающий.

## Биография
Воспитанник СДЮШОР ЦСКА. Выступал за команды ЦСКА (1984/85 — 1987/88), СКА МВО Калинин (1987/88), «Трактор» Липецк (1988/89 — 1989/90, 1990/91), «Спартак» Архангельск (1989/90), «Спартак» Москва (1989/90 — 1991/92), «Аргус» Москва (1991/92).